# Trenčianska Teplá
Trenčianska Teplá (ungarisch Hőlak – bis 1902 Trencséntepla – älter auch Tepla) ist eine Gemeinde in der Nordwestslowakei mit 4162 Einwohnern (Stand 31. Dezember 2024).

## Geographie

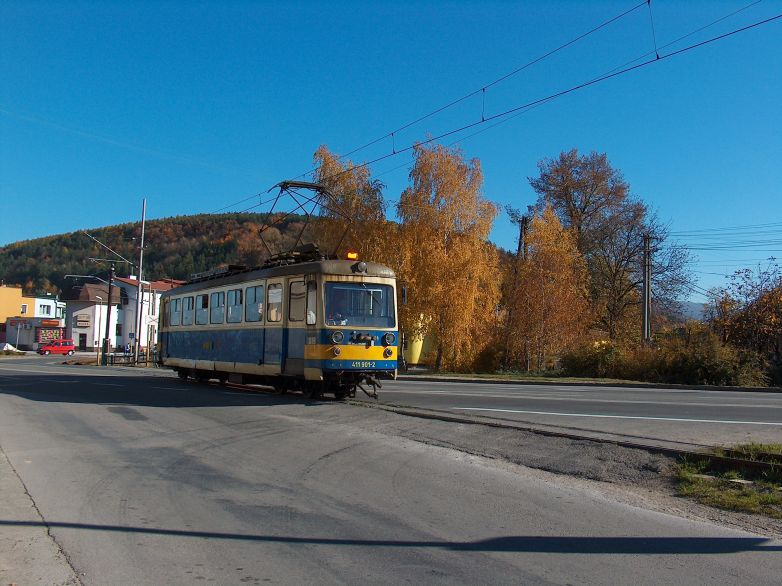
Zug der Schmalspurbahn bei der Überquerung der Hauptstraße Trenčín-Žilina in Trenčianska Teplá

Sie liegt am Rande des Gebirges Strážovské vrchy im Waag-Tal, etwa zehn Kilometer von Trenčín entfernt. Zur Gemeinde gehört auch das 1976 eingemeindete Dorf Dobrá sowie der schon 1910 eingemeindete Ortsteil Príles.

## Geschichte
Der Ort wurde 1355 zum ersten Mal als Topla erwähnt.

## Bevölkerung
| Jahr                | 1994 | 2004    | 2014    | 2024    |
| ------------------- | ---- | ------- | ------- | ------- |
| Anzahl der Personen | 3750 | 3933    | 4192    | 4162    |
| Unterschied         |      | +4,88 % | +6,58 % | −0,71 % |

| Jahr                | 2023 | 2024    |
| ------------------- | ---- | ------- |
| Anzahl der Personen | 4190 | 4162    |
| Unterschied         |      | −0,66 % |

Ergebnisse nach der Volkszählung 2001 (3780 Einwohner):
| Nach Ethnie: - 97,91 % Slowaken - 1,35 % Tschechen - 0,21 % Roma | Nach Konfession: - 88,04 % römisch-katholisch - 7,35 % konfessionslos - 2,28 % keine Angabe - 1,53 % evangelisch |

## Verkehr
Eine Schmalspurbahn verläuft von dem Ort nach Trenčianske Teplice. Der Ort liegt auch an der Bahnstrecke Bratislava–Žilina und besitzt einen Bahnhof. Dieser bildet auch den Endpunkt der Bahnstrecke über den Wlarapass nach Mähren (heute Tschechien).

## Persönlichkeit
- Juraj Láni (1646–1701), lutherischer Geistlicher und Dichter